# Elgin (circonscription du Parlement d'Écosse)
Pour les articles homonymes, voir Elgin.
Elgin était une circonscription de Burgh qui a élu un Commissaire au Parlement d'Écosse et à la Convention des États.
Après les Actes d'Union de 1707, Elgin, Banff, Cullen, Inverurie et Kintore ont formé le district de Elgin, envoyant un membre à la Chambre des communes de Grande-Bretagne.

## Liste des commissaires de burgh
- 1661–63: Andrew Leslie, bailli [1]
- 1665 convention: Andrew Young [2]
- 1667 convention: Robert Martins [3]
- 1669–72: James Calder de Muirton[4]
- 1678 convention, 1685–86: David Stewart, bailli [5]
- 1681–82: John Fyffe, conseiller [6]
- 1689–1701: James Stewart, doyen de la guilde [7]
- 1702–07: William Sutherland [8]